# IC 4847
IC 4847 ist eine Spiralgalaxie vom Hubble-Typ SBc im Sternbild Pfau am Südsternhimmel. Sie ist rund 188 Millionen Lichtjahre von der Milchstraße entfernt.
Das Objekt wurde im September 1900 vom US-amerikanischen Astronomen DeLisle Stewart entdeckt.